# Hermannia ernesti-ruschii
Hermannia ernesti-ruschii är en malvaväxtart som beskrevs av Moritz Kurt Dinter och Friedr.-holzh.. Hermannia ernesti-ruschii ingår i släktet Hermannia och familjen malvaväxter. Inga underarter finns listade i Catalogue of Life.